# Emma Abbott
Emma Abbott (Chicago, 9 de desembre de 1850 - Salt Lake City, (Utah), 5 de gener de 1891) fou una cantant d'òpera (soprano) estatunidenca.
Va rebre l'educació artística del seu pare, que era professor de música a Peoria, i més endavant del mestre Achille Errani. Cantà per primera vegada en l'església del doctor Chapin, de Nova York, congregació que l'obsequià amb una beca de 10.000 dòlars perquè pogués completar la seva educació musical a Europa.
L'any 1872 marxà a l'estranger i estudià cant amb Antonio San Giovanni, a Milan, i amb Enrico Augusto Delle Sedie i Pierre François Wartel a París. Va fer la seva primera aparició en el Covent Garden de Londres, amb La Fille du régiment. Després anà de triomf en triomf arreu d'Europa. En tornar als Estats Units formà una companyia pròpia (Emma Abbot English Grand Opera Co.), amb la qual va recórrer en gira tots els Estats Units i va aconseguir una enorme popularitat, fins que una fatal malaltia acabà amb una carrera que prometia encara molts èxits.
Deixà una herència de més de mig milió de dòlars, que repartí entre la seva família i obres de caritat.